# سیارک ۵۸۶۱
سیارک ۵۸۶۱ (به انگلیسی: 5861 Glynjones، نامگذاری:1982RW) پنج هزار و هشتصد و شصت و یکمین سیارک کشف شده‌است که در ۱۵ سپتامبر ۱۹۸۲ کشف شد.
قدر مطلق سیارک برابر ۱۴٫۳۰ است.